# Cheema
Cheema is een nagar panchayat (plaats) in het district Sangrur van de Indiase staat Punjab. 

## Demografie
Volgens de Indiase volkstelling van 2001 wonen er 9.347 mensen in Cheema, waarvan 53% mannelijk en 47% vrouwelijk is. De plaats heeft een alfabetiseringsgraad van 45%. 